# Mihalj Mesaroš
Mihalj Mesaroš (Novi Bečej, 27 luglio 1935 – 18 aprile 2017) è stato un calciatore jugoslavo, di ruolo attaccante.

## Carriera
Nato a Novi Bečej, Mesaroš si formò nel Proleter Zrenjanin per poi venire ingaggiato nel 1953 dal Partizan.
Con il Partizan raggiunse il secondo posto nella Prva Liga 1953-1954. La stagione seguente ottiene il quinto posto in campionato e vince la Kup Maršala Tita 1954.
Nella stagione 1955-1956 ottiene con il suo club un altro secondo posto in campionato e partecipa alla Coppa dei Campioni 1955-1956, da cui lui ed il Partizan vennero eliminati agli ottavi di finale dai futuri campioni del Real Madrid.
Nella stagione 1956-1957 ottiene in campionato il quarto posto. Mesaroš fu tra i protagonisti della vittoriosa rimonta contro il Radnički Belgrado nella finale della Kup Maršala Tita, partita in cui marcò anche una rete.
Nella sua ultima stagione in forza al Partizan ottenne un altro secondo posto in campionato.
Nel 1959 passa all'OFK Belgrado, con cui nella stagione 1959-1960 ottiene il settimo posto finale.
Nel 1960 si trasferisce nella serie cadetta per giocare nello Sloboda Tuzla, società con cui ottiene la promozione in massima serie al termine della Druga Liga 1961-1962. Retrocede in cadetteria con il suo club al termine della Prva Liga 1962-1963.
Nel 1964 si trasferisce in Grecia per giocare nel Trikala, società con cui ottiene il dodicesimo posto dell'Alpha Ethniki 1964-1965
Nel 1965 torna in patria per giocare nel Rijeka, società con cui ottiene il quarto posto nella Prva Liga 1965-1966.
Nel 1966 ritorna allo Sloboda Tuzla, militante nella serie cadetta, con cui ottiene il terzo posto del girone ovest della Druga Liga 1966-1967.
Nell'estate 1967 si trasferisce in America per giocare nei Los Angeles Toros, società militante nella neonata NPSL. Con i Toros ottenne il quinto ed ultimo posto nella Western Division.
La stagione seguente Mesaroš, a seguito del trasferimento dei Toros a San Diego, gioca nei San Diego Toros con cui giunge alla finale della neonata NASL, persa contro gli Atlanta Chiefs.
Terminata l'esperienza americana, ritorna al Rijeka con cui ottiene il penultimo posto nella Prva Liga 1968-1969, retrocedendo in cadetteria.
Nel 1969 torna in America per giocare alcuni incontri amichevoli tra le file del California Clippers. Nel 1971 torna al Proleter Zrenjanin.
Nel 1974 torna in California per giocare nei neonati S.J. Earthquakes, guidati dal connazionale Ivan Toplak. Con gli Earthquakes raggiunse i quarti di finale della NASL 1974.
Mesaroš è morto negli Stati Uniti d'America il 18 aprile 2017.

## Palmarès

### Competizioni nazionali
- Coppa di Jugoslavia: 2

Partizan Belgrado: 1954, 1956-1957